# 清潔印度運動
清潔印度運動（Swachh Bharat Abhiyan）是印度於2014年發起的一項旨在改善印度公共環境衛生的運動。該運動由時任印度总理纳伦德拉·莫迪發起，爲期五年，按計劃運動應於2019年10月2日聖雄甘地150週年誕辰時結束。該運動分爲兩部分，分别是由印度饮用水和环境卫生部負責的「鄉村清潔印度運動」和由印度住房和城市事务部負責的「城市清潔印度運動」，主要目標是提升城市的環境衛生，並改善農村的公共廁所環境，消灭屋外排泄的情况。
長期以來，印度的城市衛生環境均處於較差水平，大街上隨處可見未清理的垃圾。印度的公共廁所環境也較差，大部分人無乾淨的廁所可用，這樣的情況在農村地區尤甚。因此，印度在2014年提出了爲期五年的清潔印度運動。其中，印度計劃投入300億美金新建1,200萬間公共廁所。
截至2017年，印度的公共廁所覆蓋率已由2014年的42%提升到了65%。
印度总理纳伦德拉·莫迪爲宣傳清潔印度運動，曾親自到大街上清掃垃圾。